# Aubin d'Angers
Pour les articles homonymes, voir Saint-Aubin, Saint Aubin et Aubin.
Aubin (en latin : Albinus), né dans l'évêché de Vannes ou en pays de Guérande, en 468 ou 469, issu d'une famille de Bretagne insulaire installée en Bretagne armoricaine, est un moine, puis abbé du monastère de Tincillac. Il est nommé évêque d'Angers en 529 et meurt en 550.
Il est commémoré le 1er mars selon le Martyrologe romain.

## Biographie et hagiographie
Selon la Vita s. Albini de Venance Fortunat, Aubin naît probablement vers 468-469, dans une famille noble de l'évêché de Vannes. Une tradition ultérieure le fait naître dans la région de Guérande. Il entre en religion au monastère de Tincillac dont il devient abbé en 504.
En 529, il est élu, contre son gré, évêque d'Angers par acclamation populaire. Sévère et zélé, il s'élève contre les mariages incestueux et consanguins. Le concile d'Orléans de 538 le juge trop sévère.
Il est établi qu'il participa au concile d'Angers vers 530, où il servit d'interprète à saint Tugdual auprès du roi Childebert Ier, étant bilingue (breton, latin/roman). Il se fait remplacer en 549 par l'abbé Sapaudus. Il meurt le 1er mars 550.
Le récit tardif qu'on a de sa vie lui attribue des miracles : il délivre des possédés, ressuscite un jeune homme nommé Malabothe. Saint Aubin devient un visiteur de prisonniers, il est apprécié de ce monde renfermé et privé de liberté. Dans une prison se trouve emprisonnée et maltraitée une femme nommée Ethérie poursuivie par ses créanciers. Les gardiens le laissent rejoindre l'infortunée mais un garde zélé lui refuse l’entrée. Saint Aubin souffle alors sur le visage de l'entêté et l’homme tombe mort à la renverse. Il peut régler les dettes de la malheureuse et la délivrer.
Saint Tugdual ou Tudual, fondateur du monastère de Tréguier et neveu du premier prince de Domnonée se serait réfugié auprès de lui à Angers après avoir fui étant en conflit avec Conomore qui s'empare du pouvoir avec l'appui de Childebert.

## Culte

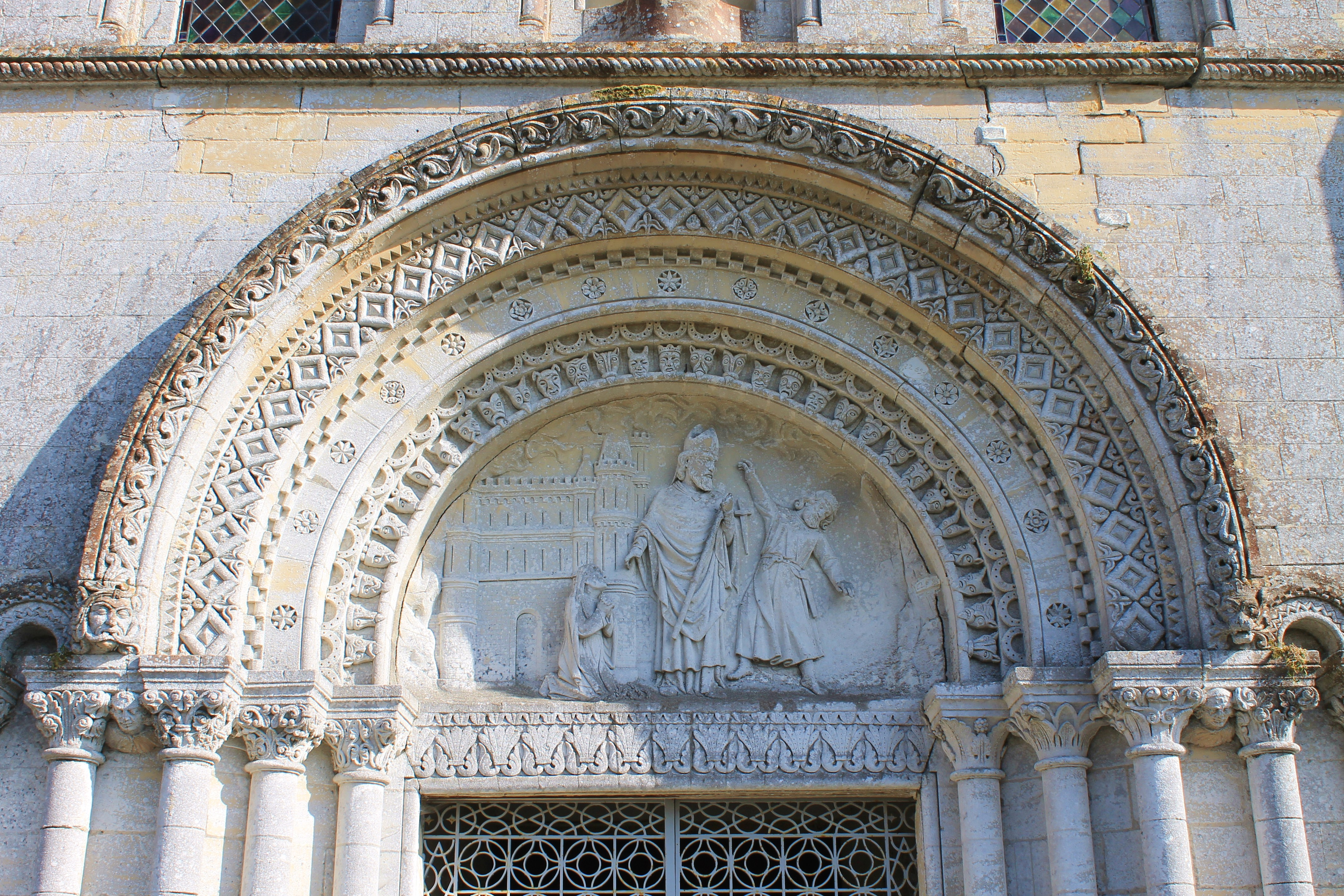
Saint Aubin délivrant Ethéra, portail de l'église Saint-Aubin de Vaux-sur-Aure.

Son culte est célébré le 1er mars,.
Son corps déposé dans l'abbaye d'Angers, fut dispersé par deux fois, la première peu de temps après sa mort par son successeur à l'évêché d'Angers, Eutrope, vers 575-580, et la seconde fois en 873. On rapporte des miracles qu'auraient produits ses reliques, dont une apparition miraculeuse du saint, sur un cheval lumineux selon certains auteurs, qui provoque la fuite des Nortmanni (Vikings) qui assiégeaient Guérande, ou Le Croisic en 919. En effet, Bothon, important guerrier du jarl Rollon, tente de prendre la ville lors d'une expédition mais en est dissuadé par Saint-Aubin, évêque d'Angers, à la tête des assiégés croisicais.

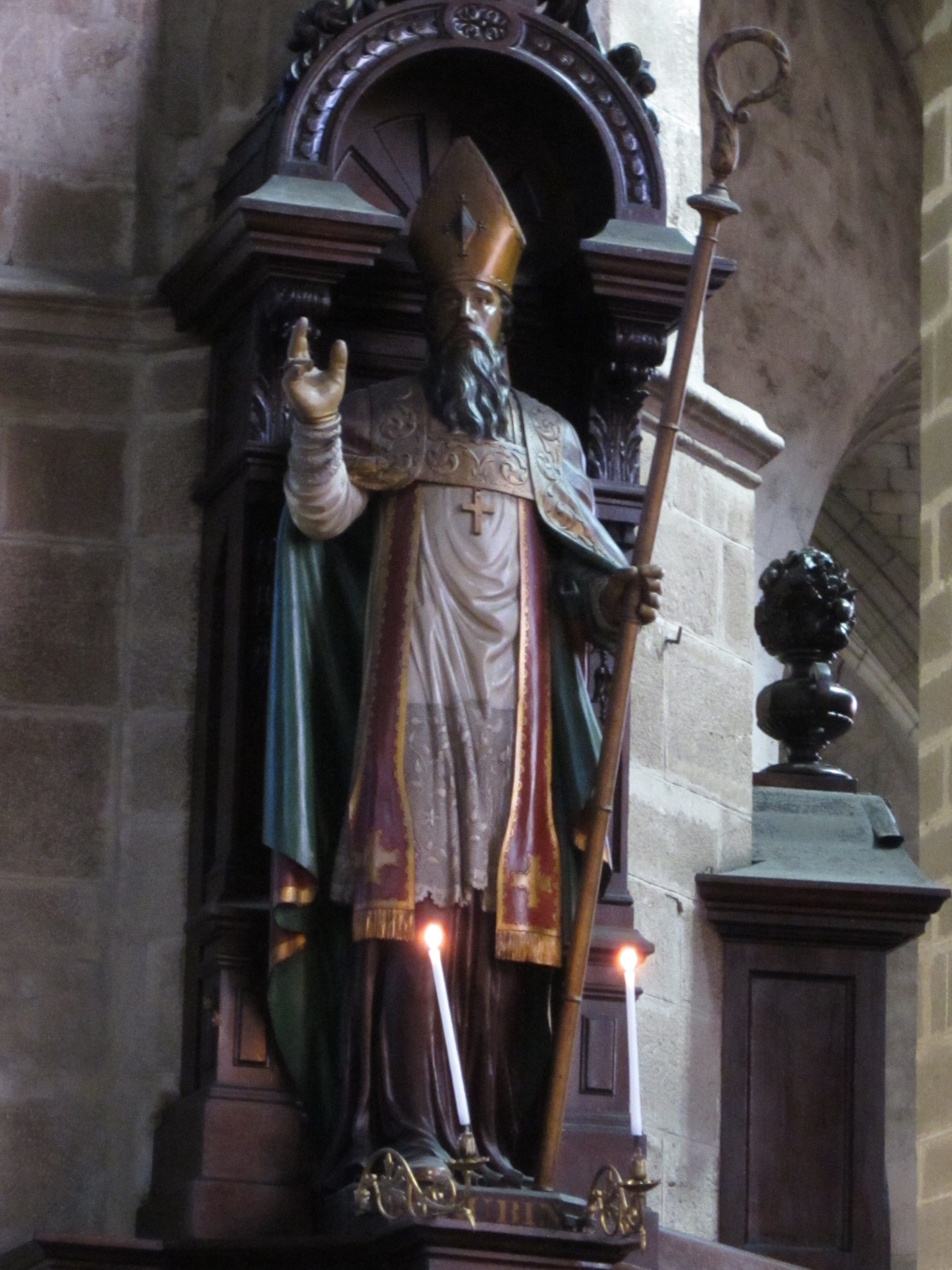
Statue de saint Aubin dans la collégiale Saint-Aubin de Guérande.

Saint Aubin est le saint patron d'Angers, de Guérande, et de nombreux villages en France dont certains portent son nom, comme Saint-Aubin-du-Cormier et Saint-Aubin-des-Landes en Ille-et-Vilaine. Environ 83 communes et 110 églises en France portent le vocable de Saint-Aubin, par exemple la chapelle Saint-Aubin de Port-Launay dans le Finistère, ou l'Église Saint-Aubin de Vautorte. En Belgique, il est notamment le patron de l'église de Bellevaux près de Malmedy et de Honsfeld dans les cantons de l'Est, une église lui est aussi dédiée à Namur.
On l'invoque pour les maladies d'enfants. Saint Aubin est devenu le patron des boulangers et pâtissiers.